# Huilong (köpinghuvudort i Kina, Hubei Sheng, lat 30,51, long 113,51)
Huilong (kinesiska: 回龙, 回龙镇) är en köpinghuvudort i Kina. Den ligger i provinsen Hubei, i den centrala delen av landet, omkring 74 kilometer väster om provinshuvudstaden Wuhan. Antalet invånare är 33 077. Befolkningen består av 15 417 kvinnor och 17 660 män. Barn under 15 år utgör 16,0 %, vuxna 15-64 år 74 %, och äldre över 65 år 8,0 %.
Runt Huilong är det tätbefolkat, med 613 invånare per kvadratkilometer. Närmaste större samhälle är Xiantao, 16,7 km söder om Huilong. Trakten runt Huilong består till största delen av jordbruksmark.
Genomsnittlig årsnederbörd är 1 638 millimeter. Den regnigaste månaden är maj, med i genomsnitt 242 mm nederbörd, och den torraste är december, med 28 mm nederbörd.